# Landbouwvoertuig
Landbouwvoertuigen zijn een fiscale categorie van voertuigen die worden gebruikt in de landbouw zoals tractoren of uitrijwagens.
De Nederlandse overheid onderscheidt vier categorieën:
- landbouw- en bosbouwtrekkers;
- landbouw- en bosbouwaanhangwagens;
- verwisselbare getrokken uitrustingsstukken;
- mobiele machines.

Die laatste categorie is in 2021 ingevoerd; een vergelijkbare groep werd tot 2020 aangeduid als motorrijtuigen met beperkte snelheid (MMBS).
Landbouwvoertuigen konden in Nederland een vrijstelling krijgen voor de motorrijtuigenbelasting.
Plannen om in 2009 in Nederland voor landbouwvoertuigen een kenteken en een rijbewijs in te voeren en de maximumsnelheid op veel wegen te verhogen, werden in 2008 door minister Eurlings ingetrokken. Per 1 januari 2022 moeten landbouwvoertuigen op de openbare weg een kentekenplaat voeren.
Met een vergunning mogen landbouwvoertuigen tot 3,5 meter breedte op de openbare weg komen. De vergunning moet elke drie jaar vernieuwd worden en geldt voor een specifieke route, dus voor een heel beperkt deel van het wegennet.